# Ansár al-Islám
Ansár al-Islám („Stoupenci islámu“) je islamistická ozbrojená skupina v iráckém Kurdistánu. Spojuje radikálně náboženský směr salafíja s kurdským nacionalismem, jejím cílem je ustavení nezávislého sunnitského kurdského emirátu.

## Historie
Předchůdcem této organizace bylo Kurdské islámské hnutí, založené v roce 1987. Jeho radikální část se v roce 2001 spojila s militantním seskupením Džund al-Islám, které vedl Abú Abdulláh al-Šáfi’í, a přijala název Ansár al-Islám. Jeho bojovníky se stávali především Kurdové, kteří se zúčastnili války v Afghánistánu, přijali zde ideologii Tálibánu a snažili se o její rozšíření v Kurdistánu. V září 2001 ovládli okolí města Bijára v guvernorátu Sulejmánie a vytvořili v něm teokratický stát, jehož vládcem byl Mulla Krekár. Zavedli na dobytém území právo šaría, prosluli otevřeně brutálním zacházením s odpůrci i používáním chemických zbraní. V březnu 2003 americká armáda v rámci Operace Viking Hammer džihádisty vyhnala z oblasti a donutila přejít do ilegality. Část z nich, kterou vedl Abú Musab az-Zarkáví, se poté přidala k al-Káidě.
Ansár al-Islám bojuje proti irácké vládě i proti sekulárním kurdským jednotkám Pešmerga, počet jejích příznivců se odhaduje na sedm set. Spolupracuje s hnutím Ansár al-Sunna, působícím v arabské části Iráku. Zapojila se také do občanské války v Sýrii jako spojenec Fronty an-Nusrá. Metody a cíle této organizace později převzal Islámský stát. K jejím známým akcím patřilo zabití asyrského politika Franso Haririho a australského novináře Paula Morana, v září 2015 byl v Berlíně zabit člen Ansár al-Islám, který pobodal německou policistku. Organizace spojených národů, Austrálie, Bahrajn, Irák, Izrael, Japonsko, Kanada, Nový Zéland, Spojené arabské emiráty, Spojené království a Spojené státy americké označují Ansár al-Islám za teroristickou organizaci.